# Baarle-Nassau
Baarle-Nassau este o comună și o localitate în provincia Brabantul de Nord, Țările de Jos. Împreună cu localitatea Baarle-Hertog din Belgia formează localitatea Baarle, frontiera dintre acestea fiind foarte complicată, formând numeroase enclave și exclave.

## Localități
Baarle-Nassau, Ulicoten, Castelré.